# Йоганнес Месеніюс
Йоганнес Месеніюс (швед. Johannes Messenius 1579–1636) — шведський історик.

## Життєпис
Навчався в єзуїтській колегії у Бранево, але, повернувшись до Швеції, порвав з єзуїтами, видав «Detectio fraudis jesuiticae» і отримав професуру політики в Уппсальському університеті. У боротьбі Карла IX з Сигізмундом Месеніюс був на боці першого і друкував статті, в яких доводив його права на престол.
З 1611 Месеніюс видав ряд історичних праць («Chronicon episcoporum per sueciam», «Specula», «Retorsio imposturarum» і ін.), що містять критику і засновані на першоджерелах. Його драми свого часу були дуже популярними; провідна тема — історична. Месеніюсу належить і низка історичних пісень.
У 1616 Месеніюс отримав звинувачення у співпраці з єзуїтами і Сигізмундом; засуджений до довічного позбавлення волі та ув'язнений в Кайанеборзі, поблизу Улеаборга, а потім в самому Улеаборзі, де умови його ув'язнення були значно пом'якшені. Помер в Улеаборзькій в'язниці.
Головна праця Месеніюса — «Scandia illustrata», яка містить огляд історії Швеції до царювання Христини І. Тут Месеніюс порвав з багатьма історичними поглядами своїх сучасників (наприклад, Рюдбека) і став на цілком самостійний ґрунт, внаслідок чого його праця була видана тільки в 1700–1705.
«Scandia illustrata» Месеніюса — свого роду подвиг, особливо якщо пригадати убогість історичних праць XVI століття. Розповідь про літургійний конфлікт є у своєму роді шедевром. Талант викладу Месеніюса поєднувався з великою ретельністю дослідження й рідкісною працьовитістю.
Син Йоганнеса Месеніюса, Арнольд Юган Месеніюс (1608—1651), також знаний як історик.